# Delmart
Delmart je český řetězec prémiových supermarketů. Firma byla založena v roce 2014, v srpnu téhož roku byla v Praze v centru Zlatý Anděl otevřena první prodejna. V únoru 2023 bylo v provozu 12 prodejen Delmart.
Delmart je první plnosortimentní supermarket v Česku zaměřený na kvalitní potraviny. Od roku 2018 lze část sortimentu Delmartu objednávat také v internetovém obchodě Košík.cz.

## Prodejny
V únoru 2023 měl Delmart 11 prodejen v Praze a 1 prodejnu v Čestlicích.
| Název          | Adresa                       | Služby               |
| -------------- | ---------------------------- | -------------------- |
| Arkády Pankrác | Na Pankráci 86, Praha 4      | supermarket a bistro |
| Atrium Flora   | Vinohradská 151, Praha 3     | supermarket          |
| Centrum Krakov | Lodžská 6, Praha 8           | supermarket          |
| Čestlice       | U Makra 123, Čestlice        | supermarket          |
| Hradčanská     | Milady Horákové 109, Praha 6 | supermarket          |
| Fénix          | Freyova 35, Praha 9          | supermarket a bistro |
| Meteor         | Thámova 32, Praha 8          | supermarket          |
| Millenium      | V Celnici 10, Praha 1        | supermarket          |
| OC Letňany     | Veselská 663, Praha 9        | supermarket a bistro |
| OC Stromovka   | Veletržní 24, Praha 7        | supermarket          |
| Quadrio        | Spálená 22, Praha 1          | supermarket          |
| Zlatý Anděl    | Nádražní 25, Praha 5         | supermarket a bistro |